# 토레브루나
토레브루나(이탈리아어: Torrebruna)는 이탈리아 아브루초주 키에티도에 있는 코무네이다.